# Fritz Henn (Musikpädagoge)
Fritz Henn (* 3. Januar 1901 in Heidelberg; † 24. März 1984 ebenda) war Musikpädagoge, Dirigent und Kommunalpolitiker. Er wirkte an den Theatern in Heidelberg, Hannover und Mannheim, seit 1934 als Leiter der drei Jahre zuvor gegründeten Hochschule für Kirchenmusik Heidelberg und 1955–1968 als Leiter der Sendestelle Heidelberg-Mannheim sowie des Studios Karlsruhe des Süddeutschen Rundfunks in Heidelberg.

## Leben und Wirken
Fritz Henn wurde in die römisch-katholische Kaufmannsfamilie von Friedrich Henn (1868–1953) und seiner Frau Maria, geborene Zipf, hineingeboren, in der bereits sein Interesse an der Musik geweckt wurde. Er hatte ein Geschwister. Nach seinem Abitur an der Oberrealschule Heidelberg 1920 studierte er an der dortigen Universität Rechtswissenschaft, Volkswirtschaft, das er 1924 abschloss sowie Musik. Noch im selben Jahr promovierte er zum Dr. phil. In den Jahren 1922 bis 1928 war er zusätzlich Korrepetitor, Chordirektor und Kapellmeister am Philharmonischen Orchester der Stadt Heidelberg.
1928 verließ er seine Heimatstadt, um bei Felix Weingartner in Basel dessen Meisterschüler zu werden, ein Jahr später war er für eine Saison Kapellmeister in Hannover und anschließend bis 1933 Abteilungsleiter der Orchester- und Kapellmeisterklasse an der Musikhochschule in Mannheim. Ab 1934 übernahm er die Leitung der Hochschule für Kirchenmusik in Heidelberg.
1929 heiratete Fritz Henn Johanna, geborene Bendemann (1906–1977), Tochter des Generalleutnants Hans Bendemann (1852–1914) und seiner Ehefrau Marie, geb. Rothe, mit der er zwei Kinder bekam.
Henn wurde 1945 erster Städtischer Musikdirektor für Oper und Konzert nach dem Zweiten Weltkrieg. Unter seinem Direktorat konnte die volle Wiedereinführung des Konzert- und Opernbetriebs erfolgen. Außerdem wurde die Anzahl der Planstellen erheblich erhöht. Ein Jahr später war er an der Gründung der Staatlich anerkannten Hochschule für Musik und Theater in Heidelberg beteiligt und wurde ihr Direktor, was ihn zwang, das städtische Engagement aufzugeben. Gleichzeitig wurde er in den Legislaturperioden 1946–1948 und 1953–1959 für die CDU in den Gemeinderat gewählt.
Die Sendestelle Heidelberg-Mannheim und das Studio Karlsruhe des Süddeutschen Rundfunks in Heidelberg engagierten Henn 1955 als ihren Leiter. Er füllte diese Funktion bis 1968 aus, um im Jahr darauf, bereits 68-jährig, noch einmal zurück in die Musikpädagogik zu wechseln. Die Musikhochschule des Landes Baden-Württemberg und das Konservatorium der Stadt Heidelberg konnten ihn für ein paar Jahre verpflichten.